# 然希
然希（法語：Ginchy，法語發音：[ʒɛ̃ʃi]）是法国上法蘭西大區索姆省的一个市镇，属于佩罗讷区。

## 地理
然希（50°1'25"N, 2°49'57"E）面积5.92 平方千米，位于法国上法蘭西大區索姆省，该省份为法国北部沿海省份，北起加来海峡省和北部省，西接滨海塞纳省和大西洋英吉利海峡，南至瓦兹省，东临埃纳省。
与然希接壤的市镇（或旧市镇、城区）包括：弗莱尔、莫尔瓦勒、孔布勒、格德库尔、吉耶蒙、莱伯、隆格瓦勒、莫尔帕。

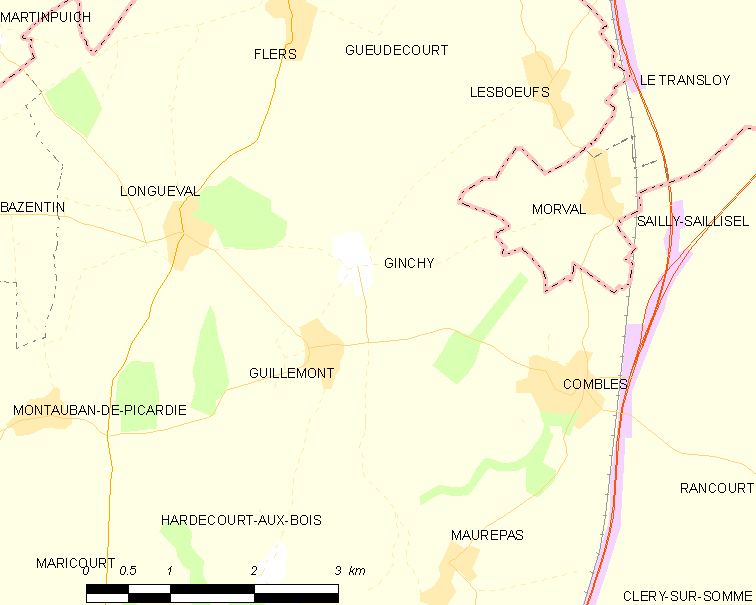
然希的OSM定位图

然希的时区为UTC+01:00、UTC+02:00（夏令时）。

## 行政
然希的邮政编码为80360，INSEE市镇编码为80378。

## 政治
然希所属的省级选区为佩罗讷县。

## 人口

1962-2008年间然希人口变化图示

然希于2022年1月1日时的人口数量为73人。